# 陕西虫疠霉
陕西虫疠霉（学名：Pandora shaanxiensis）是属于虫霉目虫霉科虫疠霉属的一种真菌，寄生在丽蝇上。该种分布于中国。